# Bonifacy II (markiz Montferratu)
Bonifacy II (ur. w 1201 lub 1202, zm. 12 czerwca 1253) – markiz Montferratu od 1225 roku.

## Życiorys
Bonifacy był jedynym synem markiza Montferratu Wilhelma VI i jego żony Berty. W 1225 roku wziął udział u boku ojca w wyprawie krzyżowej. W jej trakcie, we wrześniu 1225 roku ojciec zmarł, a Bonifacy wiosną 1226 roku wrócił do ojczyzny aby objąć rządy. 
Aktywnie uczestniczył w polityce włoskiej, często przy tym zmieniając stronnictwa. M.in. walczył przeciwko Lidze Lombardzkiej próbując zdobyć miasto Alessandria. Podczas jednego z okresów w stronnictwie cesarza Fryderyka II, w 1239 roku, otrzymał nadanie królestwa Tesaloniki – był to jednak wyłącznie pusty tytuł, królestwo to, założone przez dziadka Bonifacego po IV wyprawie krzyżowej zostało wcześniej utracone przez stryja Bonifacego, który scedował swoje prawa doń na cesarza.
Żoną Bonifacego była Małgorzata, córka hrabiego Sabaudii Amadeusza IV, poślubiona w 1235 roku. Potomkami z tego związku byli syn i następca Bonifacego Wilhelm oraz córka Alazja (Alessina), żona księcia Brunszwiku Albrechta I, a następnie hrabiego Holsztynu Gerarda I.